# Epiphragma bicinctiferum
Epiphragma bicinctiferum là một loài ruồi trong họ Limoniidae. Chúng phân bố ở miền Cổ bắc.